# Euopius curviscutum
Euopius curviscutum är en stekelart som beskrevs av Fischer 1988. Euopius curviscutum ingår i släktet Euopius och familjen bracksteklar. Inga underarter finns listade i Catalogue of Life.